# Józef Kowalczuk
Józef Kowalczuk (ur. 13 października 1885 w Drelowie, zm. 16 marca 1980 w Warszawie) – polski polityk, działacz PSL „Piast”.

## Życiorys
Urodził się 13 października 1885 w Drelowie jako syn Mikołaja i Pelagii Kowalczuk. Ukończył szkołę rolniczą w Bereźnicy koło Stryja (1907) i kursy buchalteryjne H. Chankowskiego w Warszawie (1909). W latach 1905–1907 członek PZL, sympatyk i współpracownik SDKPiL na Podlasiu. Po odbyciu praktyki rolniczej w latach 1911-1918 księgowy w majątkach ziemskich w Rosji. Członek Wszechrosyjskiego Związku Pracowników Rolnych i Przemysłu Rolnego oraz jego zarządu okręgowego w Kijowie. Uczestnik wydarzeń rewolucyjnych 1917 roku. Do Polski wrócił w 1918 roku. Członek PSL „P”: wiceprezes i skarbnik ZG, członek RN (1921-1924 i 1927-1928). Organizator i administrator redakcji dziennika „Wola Ludu”. Członek Głównej Komisji Ziemskiej (od XII 1925 roku), Państwowej Rady Rolniczej, Rady Przemysłowo-Handlowej, Komitetu Celnego, ZG Centralnego Związku Kółek Rolniczych. Po 1927 roku wycofał się z życia publicznego. Początkowo pracował w spółdzielczości, 1931-1934 księgowy w Spółdzielni Rolniczo-Handlowej w Grodzisku Mazowieckim, 1935-1941 i 1945-1950 księgowy w Polskiej Agencji Drzewnej. W czasie II wojny światowej członek Związku Pracy Ludowej „Orka”. Od 1950 roku pracował kolejno w Instytucie Hodowli i Aklimatyzacji Roślin, Instytucie Budownictwa Przemysłowego, ZG Zw. Głuchych. W latach 1945–1947 w PSL, od 1968 roku w ZSL. Zmarł 16 marca1980 roku w Warszawie.

## Działalność polityczna
Poseł na Sejm Ustawodawczy (1919–1922) i Sejm I kadencji (1922–1927). W 1919 roku uzyskał mandat z listy nr 8 w okręgu wyborczym nr 20 (Biała Podlaska); w 1922 roku zdobył mandat z listy nr 1 (PSL) w okręgu wyborczym nr 25 (Biała Podlaska), z którego wszedł, wybrany również z listy państwowej.

## Odznaczenia
Odznaczony Krzyżem Kawalerskim Orderu Odrodzenia Polski (1970).